# 探偵はバーにいる
『探偵はバーにいる』（たんていはバーにいる）は、東直己による日本のハードボイルド・ミステリ。
「ススキノ探偵シリーズ」の第1作で、作者のデビュー作。2011年に映画化された『探偵はBARにいる』の原作は次作『バーにかかってきた電話』である。映画の『探偵はBARにいる3』では本作の要素がいくつか取り入れられている。
作中の時代設定としては、「風営法が変わる前」(84年改正を指していると思われる)という冒頭の記述や、作中で主人公がゼビウス(83年稼働開始)をプレイする描写があることから、1983～1984年頃と推測できる。

## あらすじ
ススキノのバー〈ケラー・オオハタ〉を根城にして仕事を受ける探偵兼便利屋の〈俺〉の元にある依頼が舞い込む。
行方不明になった半同棲状態の恋人を探して欲しいという気乗りのしないものだったが、調べ始めると、その失踪した女が先頃起こったデートクラブ殺人と関係があることが分かる。

## 登場人物
〈俺〉
本作の主人公。ススキノのバー〈ケラー・オオハタ〉を起点に仕事をする便利屋。28歳。ススキノで起きる小さなもめ事（客のツケの回収など）の解決に手を貸したり、トランプ博打で日銭を稼ぐ。
身長175cm前後、体重80kg前後。ダブルスーツを好んで着ており、作中人物からはレスラーやヤクザのような風貌と称される。
高田
北海道大学の大学院生。空手の使い手。髭面で、体格は太め。脚の長さを褒められると気を良くする。
原田 誠
北海道大学の学生。22歳。〈俺〉の6年後輩。研究室の助手から〈俺〉の噂を聞き、行方不明になった恋人の調査を依頼する。
諏訪 麗子
原田と半同棲状態の恋人。野幌にある道央女子短期大学家政科2年。
工藤 啓吉
28歳。デートクラブで起こった殺人事件の被害者。ピンサロ〈蜜の園〉の元ウェイター。
松尾
北海道日報の記者。
美恵子
〈俺〉の恋人。美容師。
西田
北海道大学のフランス語講師。
岡本 / 多田
〈ケラー・オオハタ〉のバーテンダー。
佐々木（おやじさん）
64歳。ススキノの〈五条会館〉の1階にあるおでん主体の小さな居酒屋〈勇〉の店主。10年ほど前に妻を亡くし、大手ホテルの総支配人の職を辞した。
ヒロ
〈勇〉の店員。暴走族の真似事をしていた少年で、現在は佐々木の子分。
モンロー
デートクラブで働く女。生きる活力を与えるような笑顔の持ち主。〈俺〉とは旧知の仲。
ハル（東海林 正治）
モンローのヒモ。浪費家。橘連合菊志会の使い走りをしていた。
アキラ
客引き。
大野
ゲイバー〈トム・ボーイ・パーティ〉のマネージャー。デートクラブ〈シルバー・キャッツ〉もやっている。
桐原 満夫
橘連合菊志会川村一家丘上組桐原組組長。38歳。俳句が趣味で、俳号は宗緑。
アイダ / ミツル
桐原組組員。